# هورست كوبل
هورست كوبل (بالألمانية: Horst Köppel)
من مواليد 17 مايو 1948 ، لاعب كرة قدم ألماني سابق، ومدرب كرة قدم ألماني سابق.
لعب مع منتخب ألمانيا لكرة القدم.

## وصلات خارجية
- هورست كوبل على موقع الاتحاد الأوربي (الإنجليزية)
- هورست كوبل على موقع قاعدة بيانات كرة القدم.إي يو (الإنجليزية)
- هورست كوبل على موقع بيانات كرة القدم. دي إي (الألمانية)
- هورست كوبل على موقع ناشيونال فوتبول تيمز (الإنجليزية)
- هورست كوبل على موقع Soccerway.com (الإنجليزية)
- هورست كوبل على موقع عالم كرة القدم.نت (الإنجليزية)